# 소멸의 땅
《소멸의 땅》(영어: Annihilation)은 제프 밴더미어의 2014년 장편 SF소설로, 서던 리치 삼부작의 첫 번째 작품이다. 환경 재앙으로 격리된 'X 구역'을 탐험하기 위해 결성된 네 명의 과학자들의 이야기를 다룬다. 이후 속편 《경계 기관》과 《빛의 세계》로 이어진다. 대한민국에는 황금가지에서 정대단 번역으로 다른 두 권과 함께 출간되었다. 발매된 그해 네뷸러상과 셜리 잭슨 상을 수상했다.
2014년 파라마운트 픽처스에서 영상화 판권을 사들였고, 2018년 2월 개봉했다. 앨릭스 갈런드 감독이 연출하고 내털리 포트먼, 제니퍼 제이슨 리, 지나 로드리게스, 테사 톰슨이 출연한다. 서던 리치: 소멸의 땅 문서를 참조.